# Pseudibis
Pseudibis là một chi chim trong họ Threskiornithidae.

## Các loài
Chi này có 2 loài:
- Pseudibis papillosa
- Pseudibis davisoni

Cò quăm lớn (Pseudibis gigantea) đôi khi cũng được xếp vào chi này.